# 坂本英之
坂本英之（さかもと ひでゆき，1954年—），日本建築师、環境设计研究者。工学博士。金泽美術工艺大学美術工艺学部设计科教授。石川县加賀市出生。財团法人北國总合研究所研究員、金泽市都市計画審議会委員。

## 经历
- 1954年 出生于加賀市。
- 1986年 德国政府奖学金留学・斯图加特大学都市设计研究所客座研究員。
- 1987年 工作室勤務（都市・建築设计）。
- 1994年 取得工学博士学位（斯图加特大学）。
- 1995年 金泽美術工艺大学助教授。
- 2003年 金泽美術工艺大学環境设计専攻教授。